# Temple Run 2
Temple Run 2 — гра-платформер на платформи iOS, Android, а також Windows Phone, симулятор нескінченного бігу. Ця гра є продовженням серії Temple Run. Temple Run 2 була випущена 16 січня 2013 в App Store на платформу iOS і 24 січня в GooglePlay для Android. Версія для Windows Phone вийшла 20 грудня 2013, а 14 жовтня 2016 — для Tizen. У 2014 гра стала однією з найбільш завантажуваних відеоігор за всю історію, будучи завантаженою понад 1 млрд разів.

## Ігровий процес

Забіг руїнами з активним бонусом щита

Геймплей Temple Run 2 основами повторює геймплей першої частини серії. Гра починається кожен раз у новій, самогенерованій, локації з архітектурою обраної теми. Персонаж гравця біжить руїнами, тікаючи від чудовиська, при цьому збираючи монети й бонуси. Метою є набрати якнайбільше очок, забігши якнайдалі. При цьому що більшу дистанцію персонаж пробіг, то швидше він рухається і перешкоди стають складнішими. На заваді стають повороти, де слід вчасно звернути, завали, прірви та пастки, під якими персонаж мусить просковзнути або перестрибнути їх. Шлях крім того поділений на три умовні лінії, якими гравець спрямовує персонажа, нахиляючи свій пристрій. Коли персонаж гине, гравець може оживити його, переглянувши рекламне відео, або пожертвувавши самоцвіт. З кожною смертю вартість оживлення зростає в геометричній прогресії. Зібрані монети заповнюють шкалу, врешті дозволяючи на певний час активувати обраний заздалегідь бонус. Окремо бонуси випадковим чином з'являються на дорозі, полегшуючи біг чи збір монет: щит (захищає від перешкод), бонус монет (дає додаткові монети), прискорення (швидко переносить персонажа вперед, перешкоди при цьому ігноруються), магніт (притягує навколишні монети), самоцвіт або скриня з випадковим скарбом.
Виконуючи завдання чи відкриваючи скрині, гравець винагороджується додатковими монетами й самоцвітами. За монети купуються вдосконалення, такі як подовження тривалості дії бонусів чи додаткові персонажі. За самоцвіти дається змога продовжити забіг в разі загибелі персонажа, відкривати нові локації та оформлення персонажів. Гра спонукає повертатися до неї, пропонуючи щоденні та щотижневі завдання з винагородою. Кожні кілька годин видається безкоштовна скриня. Крім того в забігах можна відшукати артефакти, кожен з яких дає монети чи самоцвіти. Деякі артефакти можна отримати тільки під час сезонних заходів. Періодично проводяться змагання, в яких переможці, що досягнули встановленої дистанції, отримують значну кількість монет або самоцвітів. Також невеликі скарби даються за перегляд рекламних відео. Заплативши реальні гроші, гравець може купити монети, самоцвіти або подвоєння монет, які збираються в забігах.

## Розробка та випуск
Згідно зі словами розробників компанії Imangi Studios, гра Temple Run 2 розроблялася з березня 2012 року. Також вони заявили, що збираються зробити її аналогічною минулій грі, але з додаванням деяких нововведень. Imangi Studios несподівано заявили 16 січня 2013 року, що випустили Temple Run 2 і через кілька годин її завантажили в новозеландський App Store, а на наступний день випустили її у міжнародну мережу. За перші 4 дні нова версія популярної гри була завантажена більше 20 млн разів. Версія для Android вийшла 24 січня 2013 року. На 1 лютого 2013 гра була завантажена більше 50 млн разів і стала очолювати чарт додатків для iPhone в 127 країнах світу. 20 грудня 2013 гра Temple Run 2 з'явилася в магазині Windows Phone.